# كازنوري ياموتشي
كازنوري ياموتشي (باليابانية: 山内 一典) ـ (بالإنجليزية: Kazunori Yamauchi)‏ ولد في 5 أغسطس 1967 م، هو مصمم ألعاب فيديو ياباني، سائق سباقات محترف وهو الرئيس التنفيذي لشركة بوليفني ديجيتال ومنتج لعبة غران تورزمو .

## وصلات خارجية
- Kazunori Yamauchi profile on موبي جيمز